# Pedro Álvares Cabral (dyplomata)
Pedro Álvares Cabral, markiz de Belmonte – portugalski dyplomata z XVIII wieku.
Był portugalskim posłem w Hiszpanii w latach 1735-1737. Incydent z jego udziałem do jakiego doszło w Madrycie 22 lutego 1735 roku doprowadził do przejściowego zerwania relacji dyplomatycznych z Hiszpanią. 19 członków służby posła, odbiło siłą zaaresztowanego przez policję madrycką pod zarzutem morderstwa miejscowego chłopa, drastycznie nadużywając immunitetu dyplomatycznego, i ukryli go potem w budynku poselstwa. Poseł Cabral od razu napisał do Rady Kastylii, że dokonali tego bez jego wiedzy, że winnych wydalił ze służby, a chłopu nakazał opuścić poselstwo. Hiszpanie mieli jednak pretensję, że zamiast wydać go władzom, pozwolił mu w ten sposób uciec.
Na mediatorów powołano dyplomatów brytyjskich, francuskich i holenderskich, którzy zgodnie uznali postępowanie portugalskiego kolegi za niewłaściwe.